# Pedro de Cápua
Pedro de Cápua (em italiano: Pietro Capuano; em latim: Petrus Capuanus; morreu em 30 de agosto de 1214) foi um teólogo e prelado escolástico italiano. Serviu como cardeal-diácono de Santa Maria in Via Lata de 1193 a 1201 e cardeal-sacerdote de San Marcello al Corso de 1201 até sua morte. Trabalhou frequentemente como legado papal. Escreveu diversas obras teológicas e foi patrono de sua cidade natal, Amalfi.
Ele às vezes é chamado de "Pedro de Cápua, o Velho" para distingui-lo de seu sobrinho, Pedro de Cápua, o Jovem (falecido em 1236), que também foi educado em Paris e lecionou lá, e mais tarde se tornou cardeal.

## Biografia
Pedro de Cápua nasceu em Amalfi, na família dos signori di Capua. Terceiro dos filhos de Landolfo Capuano. Tio do cardeal Pietro Capuano, menor (1219). Ele também é listado como Pietro di Capua, Petrus Capuanus e Pietro Caputo.
Estudou teologia e filosofia escolástica em Paris na década de 1180; frequentou a escola de Pierre de Poitiers e conheceu Robert Curzon, Stephen Langton, futuros cardeais; e Lotario dei Conti di Segni, futuro Papa Inocêncio III. Foi considerado um eminente estudioso nessas disciplinas. Retornou como clérigo a Amalfi. Professor na Universidade de Paris.
Criado cardeal-diácono de S. Maria na Via Lata no consistório de 20 de fevereiro de 1193. Assinou bulas papais emitidas entre 5 de março de 1193 e 1 de julho de 1195; e 13 de março de 1198 e 11 de novembro de 1200. Em 1197, foi enviado à Polônia e à Boêmia para implementar várias reformas, entre elas, a introdução do celibato eclesiástico; e a celebração de casamentos publicamente em uma igreja. Participou da eleição papal de 1198, na qual foi eleito Papa Inocêncio III.
Legado na Sicília e depois na França, junto com o cardeal Soffredo Errico Gaetani, de 1198 a 1200; participou do Concílio de Vienne em dezembro de 1199 e colocou o reino sob interdito. Em janeiro de 1199, ele conseguiu estabelecer um armistício de cinco anos entre os reis Ricardo I da Inglaterra e Filipe II da França. Optou pela ordem dos cardeais-presbíteros e pelo título de S. Marcello em 1200. Assinou bulas papais emitidas entre 23 de novembro de 1201 e 21 de abril de 1214. Foi legado na Quarta Cruzada em 1204; foi para Chipre e Síria; cruzados franceses e venezianos saquearam Constantinopla; os franceses removeram muitas relíquias (incluindo o Santo Sudário) para a Europa Ocidental; para proteger as relíquias de S. André, o Apóstolo, o cardeal legado trouxe o corpo do apóstolo para Amalfi, onde foi solenemente recebido em 8 de maio de 1208 e enterrado em uma cripta elaborada na catedral da cidade, dedicada ao santo. Ele fundou um hospício para os pobres em Amalfi. No início de 1211, ele foi proposto como patriarca de Constantinopla, mas a promoção não foi aceita pelo papa. Ele escreveu um comentário sobre a lei papal. Uma "Vida Rimada" do cardeal foi escrita por Durando de Huesca.

O cardeal Pedro de Pádua faleceu em 30 de agosto de 1214, em Roma. Enterrado na igreja de S. Maria in Aracoeli.